# Daley Thompson
Francis Morgan Oyodélé Thompson (* 30. července 1958, Notting Hill, Londýn) je bývalý britský atlet, nigerijského původu, dvojnásobný olympijský vítěz, mistr světa a dvojnásobný mistr Evropy v desetiboji.

## Kariéra
Thompson je stále (k roku 2019) držitelem národního britského rekordu (a bývalého světového rekordu), jehož hodnota je 8 847 bodů. Tohoto výkonu dosáhl během olympijských her v Los Angeles v roce 1984. Až do roku 1992, kdy tento výkon překonal Dan O'Brien, se jednalo o světový rekord. Olympijským rekordem pak byl až do roku 2004, kdy jej v Athénách překonal Roman Šebrle výkonem 8 893 bodů. V roce 1983 byl Thompsonovi udělen Řád britského impéria.
Mezi jeho úspěchy patří také tři zlaté (desetiboj) a jedna stříbrná medaile (4×100 m) z Her Commonwealthu (Edmonton 1978, Brisbane 1982, Edinburgh 1986). Již v roce 1977 se stal v Doněcku juniorským mistrem Evropy.